# What Shall We Do Now?
„What Shall We Do Now?” – utwór muzyczny brytyjskiego zespołu rockowego Pink Floyd. Pochodzi z wydanej w 2000 roku płyty koncertowej "Is There Anybody Out There? The Wall Live 1980–81". Został napisany przez Rogera Watersa.
Utwór ten pierwotnie miał znaleźć się na albumie "The Wall" z 1979 roku, ale w ostatniej chwili zostało z niego usunięte z powodu ograniczeń czasowych formatu winylowego.
Na jego miejscu jest znacznie krótsza piosenka, zatytułowana "Empty Spaces", która przechodzi bezpośrednio w "Young Lust". To była decyzja podjęta w ostatniej chwili; notatki z okładki albumu nadal zawierają utwór na liście utworów i zawierają jego teksty.
Utwór ten miał pojawić się po "Goodbye Blue Sky", a przed "Young Lust".
Wersja studyjna nie została oficjalnie wydana na żadnej płycie CD, ale została szeroko nagrana do filmu Alana Parkera "Pink Floyd The Wall".
Członkowie Pink Floyd przyczynili się do zamieszania związanego z tożsamością tego utworu, błędnie identyfikując "What Shall We Do Now?" jako "Empty Spaces" (roboczy tytuł brzmiał "Backs to The Wall").

## Kompozycja
Początek piosenki jest taki sam, jak "Empty Spaces", ale w oryginalnym kluczu d-moll. To powolny, mroczny progres z powtarzającym się elektronicznym perkusyjnym beatem i solową gitarą, ale gdzie kończy się "Empty Spaces" i przechodzi w "Young Lust", "What Shall We Do Now?" przechodzi w drugą, głośniejszą sekcję z akordami mocy gitary. Przejście D-E-F-E jest powtarzającym się motywem w całym albumie, słyszanym w "In the Flesh?", "In the Flesh", "Waiting for the Worms" oraz trzech częściach "Another Brick in the Wall".
Długie zwrotki grane są z akordami d-moll i a-moll, gdzie główny bohater płyty Pink stawia pytanie, jak powinien wypełnić luki w jego ścianie.

### Wersja filmowa
Piosenka została przedstawiona w filmowej wersji The Wall, w połączeniu z animowaną sekwencją Geralda Scarfe'a. Animacja - opisana przez Rogera Watersa w komentarzu DVD jako "Pieprzone kwiaty!" - zaczyna się od zdjęcia dwóch kwiatów, które pieszczą się nawzajem. Zsynchronizowane z muzyką, kwiaty mają zarówno płeć (przybierając kształt ludzkiej pary), jak i męski kwiat w pewnym momencie ma kształt penisa, a ostateczna postać żeńskiego kwiatu jest z pochwy, po walce, a docelowo kończy się na "żeńskim" kwiecie, trawiącym i niszczącym "męski" kwiat.
Sekwencja z kwiatkami kończy się, gdy śpiewają pierwsze teksty. Kobiecy kwiat, przekształcony teraz w postać podobną do pterodaktyli, leci w dal, gdy pojawia się rząd budynków mieszkalnych i komercyjnych. To jednak okazuje się murem wielu powojennych dóbr, takich jak samochody, elektronika, urządzenia itp., Które powoli otacza "morze twarzy". W miarę jak utwór przyspiesza, animacja staje się niezwykle niepokojąca - budynki ewidentnie przekształcają się w ścianę, głowy ludzi złapanych w ścianie (krzycząca twarz, widziana później w "Waiting for the Worms"), kwiaty zamieniają się w drut kolczasty,Neo-nazistowski szturmowiec, który rozbija głowę siedzącej ciemnoskórym mężczyzną z pałką, a na końcu ściana przepycha się przez katedrę, a gruz zamienia się w podobną do kasyna świątynię, która produkuje coraz więcej (aczkolwiek neonowych) cegły. Szmaciana lalka reprezentująca Pink jest groteskowo wykrzywiona i przekształcona w szereg przedmiotów związanych z materialistyczną naturą Ściany Róży: naga kobieta, lody, MP-40, igła podskórna, czarna gitara Pre-Precision Bass i BMW M1. Sekwencja kończy się, gdy ziemia wznosi się w pięść, która staje się młotkiem (młotek, który pojawi się ponownie w animowanej sekwencji "Waiting for the Worms").

## Wykonawcy
- Roger Waters - wokal, gitara basowa, syntezator
- David Gilmour - gitary i chórki
- Nick Mason - perkusja
- Richard Wright - syntezator i fortepian